# The Range Detective
 (août 2025).
Pour plus de détails, voir Fiche technique et Distribution.
The Range Detective est un film muet américain réalisé par Allan Dwan et sorti en 1912.

## Fiche technique
- Réalisation : Allan Dwan
- Date de sortie : États-Unis : 18 avril 1912
- Format : 1,33:1[1]

## Distribution
- J. Warren Kerrigan : The Range Detective
- Pauline Bush : Clara Williams
- Jack Richardson